# Mord och passion
Mord och passion är en svensk TV-serie från 1991 i regi av Hans Dahlin, Bengt Lagerkvist och Staffan Roos. I rollerna ses bland andra Börje Ahlstedt, Marika Lagercrantz och Hans Lindgren. Serien bestod av fem fristående avsnitt som i sin tur hade olika regissörer och manusförfattare. Den sändes mellan 24 augusti och 21 september 1991 i Sveriges Television.

## Avsnitt
| Avsnitt               | Regissör         | Manusförfattare    |
| --------------------- | ---------------- | ------------------ |
| 1. Fiskafänget        | Bengt Lagerkvist | Ulla Trenter       |
| 2. Kuppen             | Bengt Lagerkvist | Olov Svedelid      |
| 3. Också en passion   | Hans Dahlin      | Tage Giron         |
| 4. Den gudarna älskar | Staffan Roos     | Jan Eric Arvastson |
| 5. Majmördaren        | Bengt Lagerkvist | Ulf Durling        |

## Rollista
- Börje Ahlstedt – Per-Henrik
- Marika Lagercrantz – Lotta
- Hans Lindgren – polis
- Per Mattsson – Rune
- Leif Andrée – Erik
- Ingrid Boström – Siv
- Lia Boysen – Elisabeth
- Nils Eklund – Sven
- Thorsten Flinck – Leo
- Lars Lind – Rolf
- Marika Lindström – Ellen
- Örjan Ramberg
- Marie Richardson
- Lena Strömdahl